# 加勒尔
加勒尔（德語：Garrel，發音：[ˈɡaʁəl]）是德国下萨克森州克洛彭堡县的市镇，面积为113.23平方千米，2023年12月31日总人口为15,867人。

## 友好城市
- 法國 布莱雷县（法语：Canton de Bléré）